# Ежовые
Ежо́вые (лат. Erinaceidae) — семейство афроевразийских млекопитающих отряда насекомоядных (Eulipotyphla, или Lipotyphla). Согласно справочнику «Mammal Species of the World» 2005 года, семейство включает 10 ныне живущих родов с 26 видами. Обычно в составе ежовых выделяют 2 подсемейства: ежиные, или настоящие ежи (Erinaceinae), и гимнуровые, или крысиные ежи (Galericinae). Иногда термин «ежи́ные» относят ко всему семейству, в этом случае подсемейство Erinaceinae носит название Ежи или Настоящие ежи.

## История изучения
В 1817 году российский естествоиспытатель Г. И. Фишер фон Вальдгейм выделил трибу Erinacini; в 1821 году британский зоолог Джон Грей придал этому таксону более высокий ранг, установив семейство Erinaceidae (землеройковые) в составе отряда насекомоядных (Insectivora) (иногда приоритет в установлении данного семейства отдают итальянскому зоологу Карло Бонапарте, 1838 год).
В 1872 году американский зоолог Теодор Гилл выделил в составе упомянутого отряда надсемейство Erinaceoidea, в которое были включены семейство Erinaceidae и ряд вымерших семейств; в 1910 году другой американский зоолог, Уильям Грегори, выделил в этом отряде «секцию» Erinaceomorpha, которой Роже Сабан придал в 1954 году ранг подотряда. В течение XX века структура и объём отряда Insectivora неоднократно пересматривались, и из него были выведены большинство вымерших семейств. В 1972 году британский зоолог Перси Батлер подразделил уменьшившийся в объёме отряд на четыре подотряда: Erinaceomorpha (ежовые), Soricomorpha (землеройковые, кротовые, щелезубовые), Tenrecomorpha (тенрековые) и Chrysochlorida (златокротовые).
В системе млекопитающих, предложенной в 1997 году палеонтологами Малколмом Маккенной и Сьюзан Белл, отряду Insectivora соответствует грандотряд Lipotyphla, включающий три отряда: Chrysochloridea, Erinaceomorpha и Soricomorpha. Однако в самом конце XX века представления о филогении плацентарных претерпели значительные изменения в связи с применением методов молекулярной филогенетики. В частности, в 1998 году М. Стэнхоуп и его коллеги на основании молекулярно-генетических исследований выделили семейства тенрековых и златокротовых в отряд афросорициды (Afrosoricida), а остальных представителей Lipotyphla П. Уэдделл, Н. Окада и М. Хасегава в 1999 году объединили в отряде Eulipotyphla (в русскоязычной литературе отряд продолжают называть «насекомоядными») с подотрядами Erinaceomorpha и Soricomorpha.
Из результатов, полученных на начальном этапе молекулярно-генетических исследований, следовало, что среди современных семейств насекомоядных семейство Erinaceidae (ежовые) — это наиболее рано отделившаяся ветвь филогенетического древа Eulipotyphla. Последовавшие исследования этого не подтвердили: семейство Erinaceidae оказалось сестринской группой Soricidae (землеройковые), а первым ответвилось семейство Solenodontidae (щелезубовые); тем самым группа Soricomorpha оказалась парафилетической. Хотя филогения насекомоядных нуждается в дальнейшем изучении, имеющиеся данные заставляют серьёзно сомневаться в наличии дихотомии Erinaceomorpha / Soricomorpha (а следовательно, и в правомерности выделения этих подотрядов).

## Общее описание

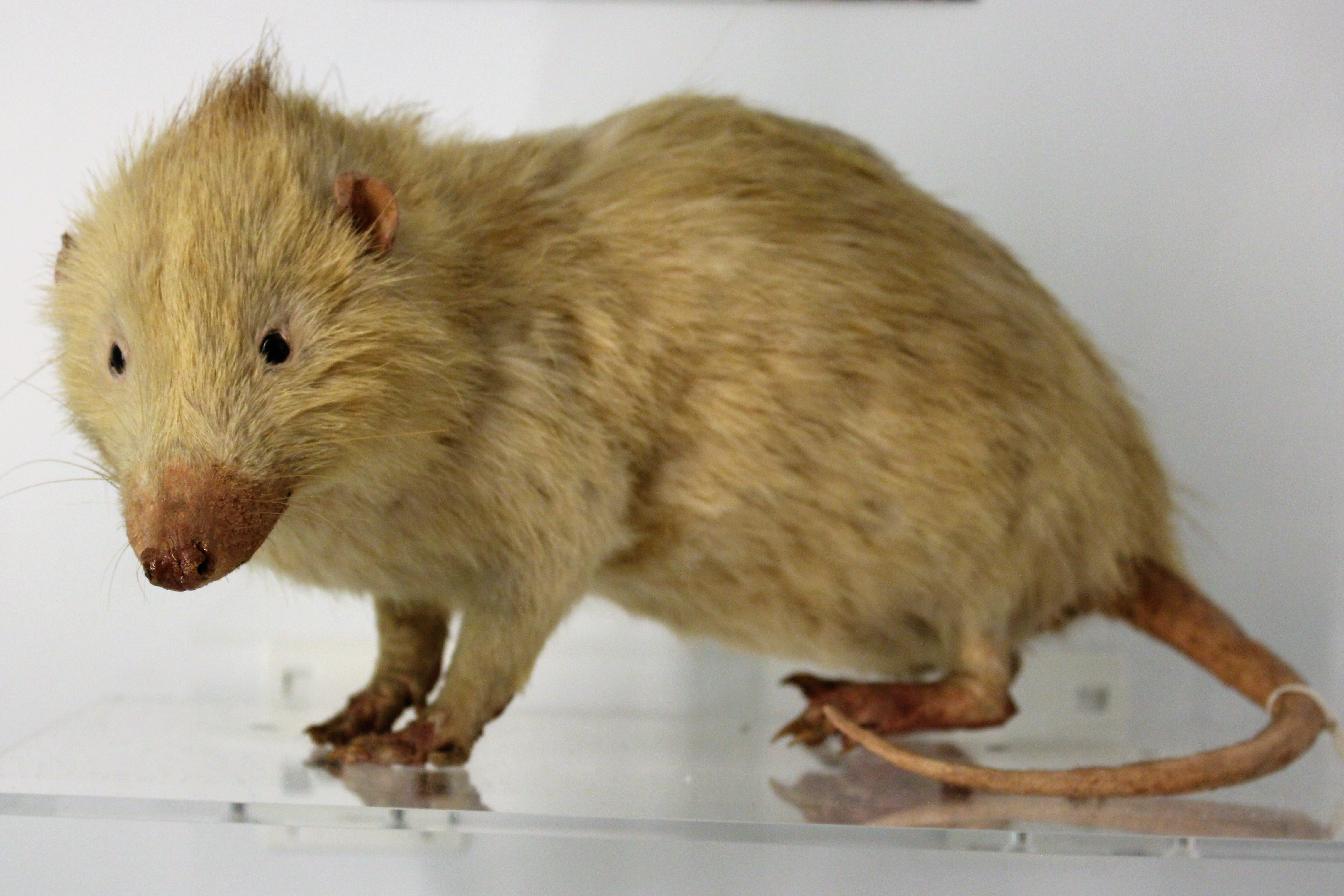
Чучело обыкновенной гимнуры (Echinosorex gymnura)

Длина тела ежовых от 10 (Hylomys parvus) до 44 см (некоторые гимнуры); длина хвоста от 1 до 21 см. Вес гимнур (Echinosorex gymnura) может достигать 1,5 кг.
Телосложение у гимнуровых (Galericinae) достаточно хрупкое, а у ежовых (Erinaceinae) с их иглистым панцирем — более тяжёлое. Если у гимнуровых шейный перехват хорошо выражен, то у ежовых он скрыт под иглистым панцирем. Гимнуровые отличаются заметно вытянутой мордой, у ежовых же она укорочена. Как и у других насекомоядных, кончик морды вытянут в лицевой части и образует подвижный хоботок, который приводится в движение комплексом лицевых мышц. Ноздри находятся спереди и слегка смещены на боковую поверхность хоботка, причём края ноздрей обрамлены зубчатым гребнем. Глаза и ушные раковины относительно хорошо развиты. Конечности стопоходящие, пятипалые; исключение составляет белобрюхий ёж (Atelerix albiventris), у которого на задних конечностях по 4 пальца. Большой палец не противопоставлен остальным.
На коже у ежовых отсутствуют потовые железы, а сальные железы невелики; имеются специфические подошвенные и анальные железы. У ежовых — в отличие от гимнуровых — кожа более толстая, причём хорошо развита подкожная жировая ткань. Значителен волосяной покров с дифференцировкой волос на направляющие и пуховые. На морде и загривке волосы короткие и жёсткие, вибриссы невелики; на боках и брюхе — более длинные волосы, растущие пучками. У ежовых на спине и частично на боках волосяной покров замещён иглистым панцирем, причём к основаниям игл подходят сильные гладкие мышцы; панцирь служит средством пассивной защиты от хищников.
Форма черепа варьируется от удлинённого и узкого (у гимнур) до короткого и широкого (у настоящих ежей). Хорошо развиты скуловые дуги, широко расставленные в стороны. Мозговой отдел небольших размеров. Число зубов варьирует от 28 до 44. Первый верхний резец (а иногда — и первый нижний резец) увеличен в размерах, превосходя другие резцы в несколько раз; клыки хорошо развиты лишь у представителей родов Echinosorex и Podogymnura. Жевательная поверхность верхних моляров образована обособленными бугорками. Позвонков: шейных 7, грудных 14—15, поясничных 5—6, крестцовых 7, хвостовых 10—25. Строение костей скелета конечностей близко к исходному для плацентарных млекопитающих.
Желудок у ежовых — однокамерный. Как и у других насекомоядных, отсутствует слепая кишка. Число сосков: от 2 до 5 пар. Матка двурогая. Семенники у самцов расположены в брюшной полости.

## Образ жизни
Ежовые — обитатели лесов, степей, пустынь и окультуренных ландшафтов. В горы поднимаются до высоты 2500—2800 м. Селятся под корнями деревьев, в густом кустарнике, под камнями, роют норы. Как правило, ведут ночной образ жизни (хотя некоторые виды сохраняют активность и в светлое время суток).
Преимущественно всеядны, но предпочитают животные корма: беспозвоночных, амфибий, рептилий (ежи знамениты своей устойчивостью к змеиному яду), падаль, яйца птиц. Это преимущественно наземные животные, но многие виды хорошо лазают и плавают.
В течение года у ежовых могут быть 1—2 сезона размножения; вне их ежи ведут одиночный образ жизни и, как правило, имеют индивидуальные участки для поиска пищи. Беременность длится от 30 до 49 дней; в помёте насчитывается от 1 до 7 детёнышей. Половая зрелость наступает в возрасте 10—12 месяцев.
Продолжительность жизни составляет 8—10 лет.
В природе на ежовых охотятся многие хищники: лисы, волки, мангусты, хорьки, хищные птицы (особенно совы).
Ежовые играют существенную роль во многих биоценозах, поскольку они поедают значительное количество беспозвоночных, перемешивают слои почвы и выполняют роль естественных санитаров. Для человека прямого хозяйственного значения, как правило, не имеют. Некоторые представители семейства выступают в качестве резервуарных хозяев для переносчиков ряда трансмиссивных заболеваний человека и животных (в частности, блох и клещей).

## Эволюционная история

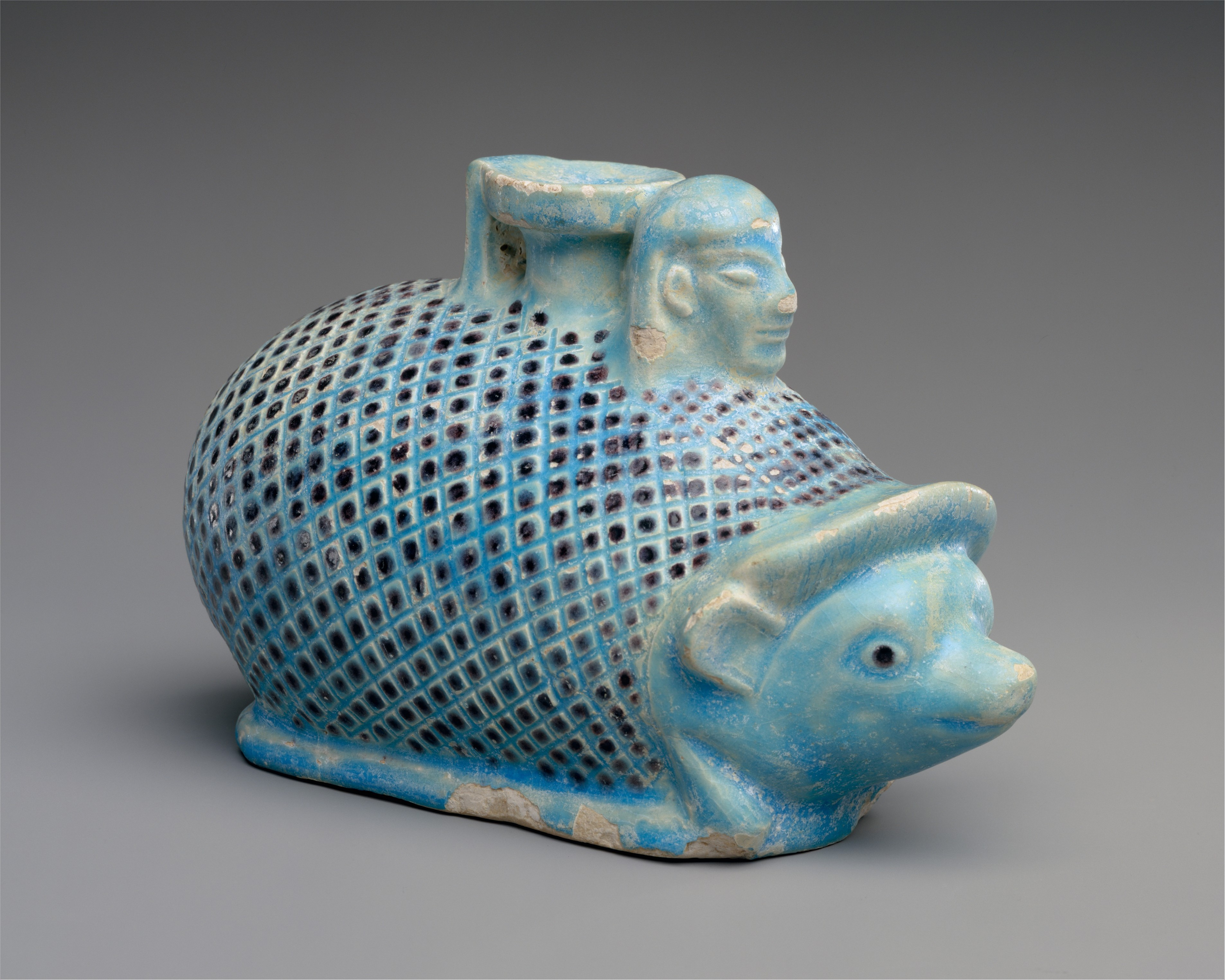
Эллинистический арабилос (парфюмерный сосуд) из фаянса в виде ежа (ок. 550—500 годы до н. э.). Метрополитен-музей

Семейство Erinaceidae ведёт свою историю с палеоцена. К палеоцену восходит и другое семейство ежеобразных — Adapisoricidae, а в эоцене к ним добавляются также семейства Amphilemuridae, Creotarsidae, Chambilestidae, Dormaaliidae, Scenopagidae, Sespedectidae, Vastanidae, однако ни одно из этих семейств (кроме Erinaceidae) не пережило олигоцена.
Помимо ныне существующих подсемейств Erinaceinae и Galericinae, в состав семейства ежовых включают также три вымерших подсемейства: Changlelestinae (эоцен), Tupaiodontinae (эоцен — олигоцен) и Brachyericinae (олигоцен — миоцен).

## Классификация
Ниже приводится перечень выделяемых в настоящее время рецентных (современных) родов семейства ежовых и входящих в их состав видов.
Семейство Erinaceidae — Ежовые
- Подсемейство Erinaceinae — Настоящие ежи
  - Род Atelerix — Африканские ежи
    - Atelerix albiventris — Белобрюхий ёж
    - Atelerix algirus — Алжирский ёж
    - Atelerix frontalis — Южноафриканский ёж
    - Atelerix sclateri — Сомалийский ёж

  - Род Erinaceus — Евразийские ежи
    - Erinaceus amurensis — Амурский ёж
    - Erinaceus concolor — Восточноевропейский ёж
    - Erinaceus europaeus — Обыкновенный ёж, или европейский ёж
    - Erinaceus roumanicus — Южный ёж, или дунайский ёж[34]

  - Род Hemiechinus — Ушастые ежи
    - Hemiechinus auritus — Ушастый ёж
    - Hemiechinus collaris — Ошейниковый ёж

  - Род Mesechinus — Степные ежи
    - Mesechinus dauuricus — Даурский ёж
    - Mesechinus hughi — Китайский ёж
    - Mesechinus miodon[35]
    - Mesechinus wangi[35]

  - Род Paraechinus — Длинноиглые ежи[36]
    - Paraechinus aethiopicus — Эфиопский ёж
    - Paraechinus hypomelas — Темноиглый ёж, или лысый ёж, или длинноиглый ёж
    - Paraechinus micropus — Индийский ёж
    - Paraechinus nudiventris — Голобрюхий ёж
- Подсемейство Galericinae — Гимнуровые, или крысиные ежи
  - Род Echinosorex — Гимнуры
    - Echinosorex gymnura — Гимнура, или обыкновенная гимнура

  - Род Hylomys — Малые гимнуры, или малые крысиные ежи
    - Hylomys megalotis
    - Hylomys parvus
    - Hylomys suillus — Малая гимнура, или малый крысиный ёж

  - Род Neohylomys — Хайнаньские ежи
    - Hylomys hainanensis — Хайнаньский ёж

  - Род Neotetracus — Землеройковые ежи
    - Neotetracus sinensis — Землеройковый ёж, или китайская гимнура

  - Род Podogymnura — Филиппинские гимнуры
    - Podogymnura aureospinula — Динагатская гимнура[37]
    - Podogymnura truei — Минданаоская гимнура[37]

|  | Степные ежи                                                     |
|  |                                                                 |
|  | \| \| Ушастые ежи \| \| \| \| \| \| Длинноиглые ежи \| \| \| \| |
|  |                                                                 |
|  | Ушастые ежи                                                     |
|  |                                                                 |
|  | Длинноиглые ежи                                                 |
|  |                                                                 |

|  | Ушастые ежи     |
|  |                 |
|  | Длинноиглые ежи |
|  |                 |

|  | Африканские ежи |
|  |                 |
|  | Евразийские ежи |
|  |                 |

|  | Степные ежи                                                     |
|  |                                                                 |
|  | \| \| Ушастые ежи \| \| \| \| \| \| Длинноиглые ежи \| \| \| \| |
|  |                                                                 |
|  | Ушастые ежи                                                     |
|  |                                                                 |
|  | Длинноиглые ежи                                                 |
|  |                                                                 |

|  | Ушастые ежи     |
|  |                 |
|  | Длинноиглые ежи |
|  |                 |

|  | Африканские ежи |
|  |                 |
|  | Евразийские ежи |
|  |                 |

|  | Гимнуры              |
|  |                      |
|  | Филиппинские гимнуры |
|  |                      |

|  | Малые гимнуры                                                         |
|  |                                                                       |
|  | \| \| Хайнаньские ежи \| \| \| \| \| \| Землеройковые ежи \| \| \| \| |
|  |                                                                       |
|  | Хайнаньские ежи                                                       |
|  |                                                                       |
|  | Землеройковые ежи                                                     |
|  |                                                                       |

|  | Хайнаньские ежи   |
|  |                   |
|  | Землеройковые ежи |
|  |                   |

|  | Гимнуры              |
|  |                      |
|  | Филиппинские гимнуры |
|  |                      |

|  | Малые гимнуры                                                         |
|  |                                                                       |
|  | \| \| Хайнаньские ежи \| \| \| \| \| \| Землеройковые ежи \| \| \| \| |
|  |                                                                       |
|  | Хайнаньские ежи                                                       |
|  |                                                                       |
|  | Землеройковые ежи                                                     |
|  |                                                                       |

|  | Хайнаньские ежи   |
|  |                   |
|  | Землеройковые ежи |
|  |                   |

|  | Степные ежи                                                     |
|  |                                                                 |
|  | \| \| Ушастые ежи \| \| \| \| \| \| Длинноиглые ежи \| \| \| \| |
|  |                                                                 |
|  | Ушастые ежи                                                     |
|  |                                                                 |
|  | Длинноиглые ежи                                                 |
|  |                                                                 |

|  | Ушастые ежи     |
|  |                 |
|  | Длинноиглые ежи |
|  |                 |

|  | Африканские ежи |
|  |                 |
|  | Евразийские ежи |
|  |                 |

|  | Степные ежи                                                     |
|  |                                                                 |
|  | \| \| Ушастые ежи \| \| \| \| \| \| Длинноиглые ежи \| \| \| \| |
|  |                                                                 |
|  | Ушастые ежи                                                     |
|  |                                                                 |
|  | Длинноиглые ежи                                                 |
|  |                                                                 |

|  | Ушастые ежи     |
|  |                 |
|  | Длинноиглые ежи |
|  |                 |

|  | Африканские ежи |
|  |                 |
|  | Евразийские ежи |
|  |                 |

|  | Гимнуры              |
|  |                      |
|  | Филиппинские гимнуры |
|  |                      |

|  | Малые гимнуры                                                         |
|  |                                                                       |
|  | \| \| Хайнаньские ежи \| \| \| \| \| \| Землеройковые ежи \| \| \| \| |
|  |                                                                       |
|  | Хайнаньские ежи                                                       |
|  |                                                                       |
|  | Землеройковые ежи                                                     |
|  |                                                                       |

|  | Хайнаньские ежи   |
|  |                   |
|  | Землеройковые ежи |
|  |                   |

|  | Гимнуры              |
|  |                      |
|  | Филиппинские гимнуры |
|  |                      |

|  | Малые гимнуры                                                         |
|  |                                                                       |
|  | \| \| Хайнаньские ежи \| \| \| \| \| \| Землеройковые ежи \| \| \| \| |
|  |                                                                       |
|  | Хайнаньские ежи                                                       |
|  |                                                                       |
|  | Землеройковые ежи                                                     |
|  |                                                                       |

|  | Хайнаньские ежи   |
|  |                   |
|  | Землеройковые ежи |
|  |                   |

|  | Степные ежи                                                     |
|  |                                                                 |
|  | \| \| Ушастые ежи \| \| \| \| \| \| Длинноиглые ежи \| \| \| \| |
|  |                                                                 |
|  | Ушастые ежи                                                     |
|  |                                                                 |
|  | Длинноиглые ежи                                                 |
|  |                                                                 |

|  | Ушастые ежи     |
|  |                 |
|  | Длинноиглые ежи |
|  |                 |

|  | Африканские ежи |
|  |                 |
|  | Евразийские ежи |
|  |                 |

|  | Степные ежи                                                     |
|  |                                                                 |
|  | \| \| Ушастые ежи \| \| \| \| \| \| Длинноиглые ежи \| \| \| \| |
|  |                                                                 |
|  | Ушастые ежи                                                     |
|  |                                                                 |
|  | Длинноиглые ежи                                                 |
|  |                                                                 |

|  | Ушастые ежи     |
|  |                 |
|  | Длинноиглые ежи |
|  |                 |

|  | Африканские ежи |
|  |                 |
|  | Евразийские ежи |
|  |                 |

|  | Гимнуры              |
|  |                      |
|  | Филиппинские гимнуры |
|  |                      |

|  | Малые гимнуры                                                         |
|  |                                                                       |
|  | \| \| Хайнаньские ежи \| \| \| \| \| \| Землеройковые ежи \| \| \| \| |
|  |                                                                       |
|  | Хайнаньские ежи                                                       |
|  |                                                                       |
|  | Землеройковые ежи                                                     |
|  |                                                                       |

|  | Хайнаньские ежи   |
|  |                   |
|  | Землеройковые ежи |
|  |                   |

|  | Гимнуры              |
|  |                      |
|  | Филиппинские гимнуры |
|  |                      |

|  | Малые гимнуры                                                         |
|  |                                                                       |
|  | \| \| Хайнаньские ежи \| \| \| \| \| \| Землеройковые ежи \| \| \| \| |
|  |                                                                       |
|  | Хайнаньские ежи                                                       |
|  |                                                                       |
|  | Землеройковые ежи                                                     |
|  |                                                                       |

|  | Хайнаньские ежи   |
|  |                   |
|  | Землеройковые ежи |
|  |                   |

|  | Степные ежи                                                     |
|  |                                                                 |
|  | \| \| Ушастые ежи \| \| \| \| \| \| Длинноиглые ежи \| \| \| \| |
|  |                                                                 |
|  | Ушастые ежи                                                     |
|  |                                                                 |
|  | Длинноиглые ежи                                                 |
|  |                                                                 |

|  | Ушастые ежи     |
|  |                 |
|  | Длинноиглые ежи |
|  |                 |

|  | Африканские ежи |
|  |                 |
|  | Евразийские ежи |
|  |                 |

|  | Степные ежи                                                     |
|  |                                                                 |
|  | \| \| Ушастые ежи \| \| \| \| \| \| Длинноиглые ежи \| \| \| \| |
|  |                                                                 |
|  | Ушастые ежи                                                     |
|  |                                                                 |
|  | Длинноиглые ежи                                                 |
|  |                                                                 |

|  | Ушастые ежи     |
|  |                 |
|  | Длинноиглые ежи |
|  |                 |

|  | Африканские ежи |
|  |                 |
|  | Евразийские ежи |
|  |                 |

|  | Гимнуры              |
|  |                      |
|  | Филиппинские гимнуры |
|  |                      |

|  | Малые гимнуры                                                         |
|  |                                                                       |
|  | \| \| Хайнаньские ежи \| \| \| \| \| \| Землеройковые ежи \| \| \| \| |
|  |                                                                       |
|  | Хайнаньские ежи                                                       |
|  |                                                                       |
|  | Землеройковые ежи                                                     |
|  |                                                                       |

|  | Хайнаньские ежи   |
|  |                   |
|  | Землеройковые ежи |
|  |                   |

|  | Гимнуры              |
|  |                      |
|  | Филиппинские гимнуры |
|  |                      |

|  | Малые гимнуры                                                         |
|  |                                                                       |
|  | \| \| Хайнаньские ежи \| \| \| \| \| \| Землеройковые ежи \| \| \| \| |
|  |                                                                       |
|  | Хайнаньские ежи                                                       |
|  |                                                                       |
|  | Землеройковые ежи                                                     |
|  |                                                                       |

|  | Хайнаньские ежи   |
|  |                   |
|  | Землеройковые ежи |
|  |                   |

Из включаемых в состав подсемейства Galericinae вымерших родов отдельного упоминания заслуживает миоценовый род Deinogalerix, представители которого были весьма крупными (по меркам насекомоядных) животными, достигая размеров небольшого волка.
В фауне России представлены 3 рода ежовых: Erinaceus (виды E. europaeus, E. roumanicus, E. amurensis), Hemiechinus (вид H. auritus) и Mesechinus (вид M. dauuricus).